# Solar da Cogula
O Solar da Cogula, também conhecido por Casa Grande da Cogula, é uma casa nobre na localidade e sede de freguesia da Cogula (Município de Trancoso), datável do século XVIII, cerca de 1760. Pertenceu à família Cardoso, aparentada com a dos Sampaio e Melo, do Rabaçal (Município de Meda).
Casa grande, do Período pombalino, implantada no contexto do tecido urbano, com logradouro para a parte posterior da habitação. Planta rectangular, em dois pisos, com as áreas internas hierarquizadas, surgindo, no piso inferior, lojas lagar e adega e, no piso superior, a habitação.
Fachada principal com disposição simétrica, rasgada por vãos em arco abatido, portas no piso inferior e janelas de peitoril no piso nobre, com molduras simples e avental. Fachadas circunscritas por cunhais apilastrados, da ordem toscana, rematadas por friso, cornija e beirada simples. Interior com vestíbulo e a escadaria de dois lanços, de acesso ao piso superior. Subsistem três tectos de masseira nas salas principais, e os restantes em saia-camisa. Na fachada posterior, desenvolve-se logradouro.
Apresenta características volumétricas, construtivas e de organização espacial, características das casas grandes da pequena nobreza rural. Do ponto de vista arquitetónico esta casa integra-se num conjunto regional, no qual também se incluem o Solar dos Viscondes da Coriscada, o Solar dos Morgados do Rabaçal (datado de 1761), a Casa do Adro, em Espinhosa, no município de São João da Pesqueira (datado de 1799), e uma casa grande no lugar de Paço, freguesia de Sendim, no município de Tabuaço.
O edifício primitivo, mais pequeno, data do século XVII, tendo sido absorvido na ampliação ocorrida no século XVIII, em cuja obra se construiu nova fachada principal e área do lagar e adega.
Apresenta linhas arquitectónicas depuradas, conforme o gosto desenvolvido no período pombalino.